# La donna mancina
La donna mancina (in tedesco: Die linkshändige Frau) è un romanzo di Peter Handke pubblicato nel 1976. Da questo romanzo nel 1978 lo stesso Peter Handke trasse l'omonimo film interpretato da Edith Clever e Bruno Ganz, presentato in concorso al Festival di Cannes 1978.

## Trama
La vicenda si svolge in Germania, in epoca contemporanea. Marianne, una donna di trent'anni, è sposata da dieci anni con Bruno, direttore vendite di una ditta di porcellane. La famiglia è agiata, Marianne non lavora e si dedica al figlio Stefano di otto anni. Il marito, ritornato a casa dopo qualche settimana trascorsa all'estero per motivi di lavoro, le fa una dichiarazione di amore «Lassù ho pensato a te, e a Stefano, e dopo tutti questi anni che siamo insieme avevo per la prima volta la sensazione che davvero ci apparteniamo. Mi veniva di colpo la paura d'impazzire a forza di solitudine, impazzire in un modo orribilmente doloroso, un modo che nessuno ha mai provato. Tante volte ti ho detto che ti amo, ma solo ora mi sento legato a te. Sì, per la vita e per la morte». La moglie inopinatamente gli risponde di volersi separare. Marianne resta ferma nei suoi propositi e si vota a una «solitudine estrema»: riprende a lavorare come traduttrice, rifiuta legami sentimentali, impegni politici, legami sociali.

## Critica
Peter Handke, l'autore del romanzo, era noto fino a metà degli anni settanta soprattutto come drammaturgo e letterato d'avanguardia molto polemico verso gli scrittori tedeschi impegnati della generazione immediatamente precedente. La donna mancina, salutato dalla critica come un ritorno dello scrittore «alle tradizioni», entrò immediatamente in Germania nella lista dei bestseller. Tradotto in lingua italiana nel 1979, ebbe un ottimo successo di pubblico anche in Italia e ricevette ottimi giudizi da importanti studiosi della letteratura tedesca come Claudio Magris e Italo Alighiero Chiusano.
Il titolo del romanzo non fa riferimento a una caratteristica fisica della protagonista, ma al titolo in lingua inglese (The left-handed Woman) di una canzone che la protagonista ascoltava ripetutamente. Dal testo della canzone, nel romanzo in lingua tedesca, si arguisce che «mancino» ha il significato di "maldestro" o di "strambo .

## Edizioni
- Peter Handke, Die linkshändige Frau, Frankfurt am Main: Suhrkamp Verlag, 1976
- Peter Handke, La donna mancina; traduzione dal tedesco di Anna Maria Carpi, Milano, Garzanti Libri, 1979